# Bugaj (powiat kielecki)
Bugaj – wieś w Polsce położona w województwie świętokrzyskim, w powiecie kieleckim, w gminie Strawczyn. Wieś wchodzi w skład sołectwa Chełmce.
W latach 1975–1998 miejscowość należała administracyjnie do województwa kieleckiego.
Przez wieś przechodzi  zielona ścieżka rowerowa do Strawczyna.

## Zabytki
- XIX-wieczny młyn wodny, przebudowany w 1926 r., z nadal czynnymi urządzeniami piętrzącymi wodę.